# Hudson Meek
Hudson Joseph Meek (* 5. August 2008 in Alabama; † 21. Dezember 2024 in Birmingham, Alabama) war ein US-amerikanischer Schauspieler.

## Leben und Karriere
Meek wurde in Alabama geboren, wo er im Birminghamer Vorort Vestavia Hills lebte. Er und sein Bruder begannen schon in jungen Jahren mit der Schauspielerei. Im Jahr 2014 trat er kurz im Lifetime-Film The Santa Con auf. Später trat er auch in einer Episode des MacGyver-Reboots auf, und als Young Baby in Baby Driver (2017). Er spielte auch in den Fernsehserien Legacies (2022), Found (2023) und Genius (2024) sowie der Kinoproduktion The School Duel (2024). 2015 wurde er als Chris Piper im Film 90 Minuten im Himmel neben Hayden Christensen und Kate Bosworth besetzt.
Im September 2024 hatte Meek das Deauville American Film Festival in Frankreich besucht, wo The School Duel, ein dystopischer Thriller, an dem er mitwirkte, Premiere hatte.
Am 19. Dezember 2024 stürzte Meek in Vestavia Hills aus einem fahrenden Fahrzeug und wurde ins UAB-Krankenhaus gebracht, wo er am 21. Dezember im Alter von 16 Jahren seinen Verletzungen erlag.
Nach seinem Tod wurde das Hudson J. Meek Memorial Stipendium ins Leben gerufen, das jährlich an einen Schüler der Vestavia High School vergeben werden soll.

## Filmografie

### Film
- 2015: The List
- 2015: 90 Minuten im Himmel (90 Minutes in Heaven)
- 2016: Half Pint (Kurzfilm)
- 2016: Providence
- 2016: Momma Jenny & the Brooks Boys (Kurzfilm)
- 2017: Baby Driver
- 2018: Union
- 2020: Chen Feng Gui (Kurzfilm)
- 2024: The School Duel

### Fernsehen
- 2014: The Santa Con (Fernsehfilm)
- 2018: I Did NOT See That One Coming! (Fernsehserie, 1 Episode)
- 2018: MacGyver (Fernsehserie, 1 Episode)
- 2020: Badanamu Cadets (Fernsehserie, 52 Episoden)
- 2020–2021: Badanamu Stories (Fernsehserie, 52 Episoden)
- 2022: Legacies (Fernsehserie, 1 Episode)
- 2023: Found (Fernsehserie, 1 Episode)
- 2024: Genius (Fernsehserie, 1 Episode)